# Rogue One: A Star Wars Story
Rogue One: A Star Wars Story (kurz Rogue One) ist ein US-amerikanischer Science-Fiction-Film aus dem Jahr 2016 und der erste Spielfilm der A-Star-Wars-Story-Reihe der Star-Wars-Saga. Er schildert die Vorgeschichte zu Krieg der Sterne. Im Mittelpunkt der Handlung steht eine Gruppe von Rebellen, welche die Baupläne einer imperialen Superwaffe, bekannt als Todesstern, unter Aufopferung ihres Lebens stehlen. In Deutschland startete der Film am 15. Dezember 2016. Gemessen am weltweiten Einspielergebnis war Rogue One der finanziell zweiterfolgreichste Film des Jahres 2016.
Der Film unterscheidet sich stilistisch von den bisherigen Filmen im Star-Wars-Universum. So besitzt Rogue One Anleihen von Kriegsfilmen und betont somit stärker das Wars (Krieg) im Titel. Ungewöhnlich für einen Star-Wars-Film ist ebenfalls, dass so gut wie alle Protagonisten den Filmtod finden. Des Weiteren wird die „Macht“ nur wenig thematisiert und die „Jedi“ spielen keine herausragende Rolle.
Der Titel Rogue One ist das Rufzeichen der Rebellen, das sie sich auf die Anforderung der Leitstelle der Rebellenbasis hin spontan ausdenken, als sie sich unerlaubt auf den Weg nach Scarif machen wollen. Rogue ist Englisch und hat verschiedene Übersetzungen (meist „Schurke“; in Das Imperium schlägt zurück wurde „Rogue Squadron“ als „Renegaten-Staffel“ übersetzt).
Mit Solo: A Star Wars Story erschien im Mai 2018 der zweite und bisher letzte Teil der Star-Wars-Anthology-Reihe. Ein Prequel zu Rogue One erschien 2022 mit der Fernsehserie Andor.

## Handlung

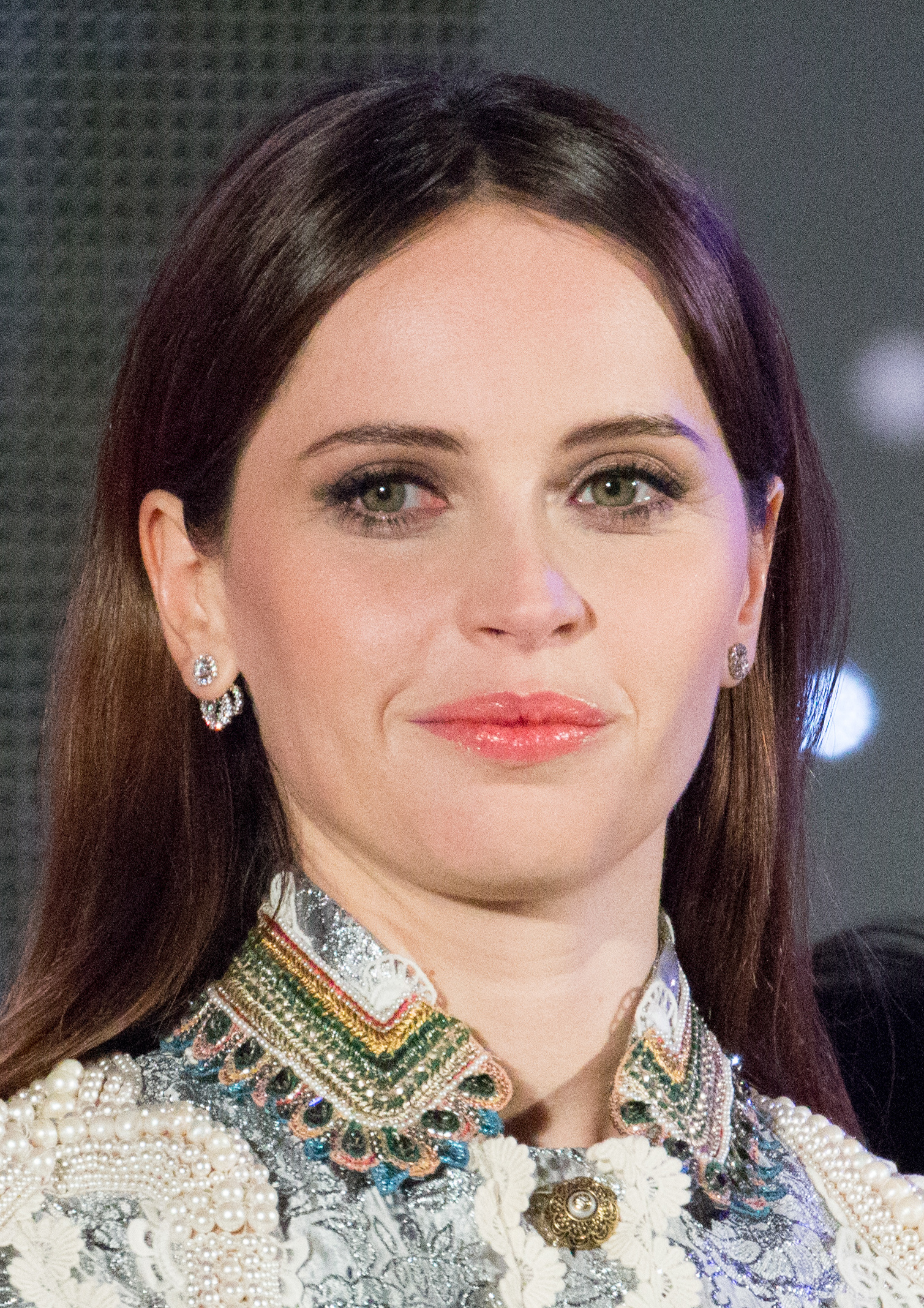
Felicity Jones übernahm die Rolle von Jyn Erso.

Sechs Jahre nach der Machtübernahme durch das galaktische Imperium lebt der ehemalige Wissenschaftler Galen Erso als Farmer zusammen mit seiner Frau Lyra und der gemeinsamen Tochter Jyn auf einem abgelegenen Planeten, als eines Tages der imperiale Sicherheitsoffizier Orson Krennic mit einem Trupp Soldaten landet, um den ehemaligen Waffenbauer wieder für das Imperium zu gewinnen. Galen, der diese Ankunft geahnt hat, weist seine Familie an, sich in Sicherheit zu bringen, um Krennic ein einsames Leben nach dem vermeintlichen Tod seiner Frau vortäuschen zu können. Die Lüge fliegt jedoch auf, als Lyra zur Verteidigung ihres Mannes zurückkehrt. Während sie bei dem folgenden Schusswechsel getötet wird und Galen sich erneut dem Imperium anschließen muss, kann Jyn sich erfolgreich vor den imperialen Soldaten in einer Höhle verstecken, wo sie später von dem Rebellenanführer Saw Gerrera gerettet wird, der sie aufzieht.
13 Jahre später schmuggelt Bodhi Rook, ein übergelaufener imperialer Pilot, eine Nachricht von Galen, in der er von einer Superwaffe des Imperiums berichtet. Die Nachricht erreicht Saw Gerrera, der nun auf dem Wüstenmond Jedha lebt. Allerdings hat sich Saw Gerrera im Zuge der Rebellion radikalisiert und von der Allianz losgesagt, und er traut Rook nicht. Jyn, die sich seither unter falschem Namen als Kriminelle durchgeschlagen hat, wird vom Imperium gefangen und in ein Strafarbeiterlager gebracht, jedoch bei einem Transport von einer kleinen Gruppe Rebellen befreit. Da sie in Jyn die Tochter von Galen Erso erkennen, wollen sie sie dazu benutzen, Gerrera zu kontaktieren. Da die Nachricht von Galen nicht bis zur Rebellion durchgedrungen ist, wollen sie über Gerrera an die Details herankommen. Jyn weiß nicht, dass die Rebellen Galen Erso töten wollen, um den Bau der Superwaffe aufzuhalten.
Jyn, Rebellen-Offizier Cassian Andor und sein umprogrammierter, imperialer Droide K-2SO kommen auf Jedha an, wo sich ein bewaffneter Aufstand gegen das Imperium ereignet. Mit der Hilfe des blinden Kriegers Chirrut Îmwe und dem Attentäter Baze Malbus finden sie Saw Gerrera, der Rook gefangen hält. Gerrera zeigt Jyn die Hologramm-Nachricht, in der Galen seine Tochter um Verzeihung bittet und versucht, seine unfreiwillige Hilfe zum Projekt des Imperiums zu erklären. Das Hologramm zeigt außerdem, dass Galen im Reaktor der als Todesstern bezeichneten Waffe eine Schwachstelle eingebaut hat, die dazu führen kann, dass sämtliche Systeme auf einen Schlag versagen. Er sagt zudem, dass die Pläne des Todessterns in einer streng bewachten, imperialen Basis auf dem Tropenplaneten Scarif versteckt sind.
Währenddessen zweifelt auf dem Todesstern Gouverneur Tarkin Krennics Kompetenz und seine Fähigkeit zum Abschluss des Baus des Todessterns an. Als Demonstration der Wirkung der Waffe lässt Krennic den Todesstern auf Jedha feuern. Jyn kann rechtzeitig mit Cassian, K-2SO, Îmwe, Malbus und Rook von dort entkommen, jedoch müssen sie Saw Gerrera zurücklassen. In der hektischen Flucht vergisst Jyn, die Aufzeichnung ihres Vaters mitzunehmen, und da Gerrera selbst stirbt, ist sie die einzige Zeugin der Nachricht. Auf dem Todesstern ist Tarkin beeindruckt von dessen Zerstörungskraft, der mit nur wenigen Reaktorzündungen die komplette Hauptstadt Jedha ausgelöscht hat. Er erkennt Krennic, der sich im Laufe der Konstruktion etliche Sicherheitsverstöße geleistet hat, jedoch die Führung über das Projekt ab und übernimmt sie selbst.
Im Glauben, dass sie ihren Vater retten würden, berichtet Jyn an Bord ihres Fluchtschiffs den anderen von der Aufzeichnung. Cassian schenkt ihr jedoch keinen Glauben und will insgeheim weiterhin dem Befehl folgen, Galen Erso zu töten. Durch einen Hinweis in Ersos Hologramm-Botschaft fliegen sie nach Eadu, wo die geheime Forschungseinrichtung des Imperiums eingerichtet wurde. Dort macht sich die Gruppe auf die Suche nach Erso und findet ihn auf einer Plattform, wo er gerade Orson Krennic gegenübertritt. Dieser hat herausgefunden, dass ein imperialer Überläufer Informationen aus der Einrichtung hinausgeschmuggelt hat. Zunächst verdächtigt Krennic Ersos Ingenieure. Als er sie bedroht, gesteht Erso jedoch und stellt sich schützend vor seine Mitarbeiter. Diese werden dennoch von Krennics Soldaten exekutiert. Währenddessen konnte sich Jyn auf die Plattform schleichen und Cassian sich mit seinem Scharfschützengewehr postieren. Der Rebell kann sich jedoch nicht überwinden, Galen Erso zu töten. Gerade als Krennic Erso zur Rechenschaft ziehen will, startet ein Geschwader Raumjäger der Rebellen einen Angriff auf die Plattform. Krennic entkommt, Galen Erso wird schwer verletzt und stirbt in den Armen seiner Tochter, die kurz darauf von Cassian zur Flucht gedrängt wird.
Nun, da Galen tot, die Raumstation jedoch schon einsatzbereit ist, schlägt Jyn einen Plan zum Diebstahl der Pläne des Todessterns vor. Da jedoch sowohl ihr Vater als auch Gerrera tot sind und das Hologramm zerstört ist, schenkt der Großteil des Rebellenrates auf Yavin IV ihrer Geschichte keinen Glauben, während sich der überwiegende Rest aufgrund des einsatzbereiten Todessterns vorab militärisch geschlagen sieht. Trotz der Untätigkeit des Rates motiviert, stehlen Jyn, Cassian, K-2SO und eine Schar Rebellensoldaten eine erbeutete imperiale Raumfähre. Sie geben sich den Namen „Rogue One“ und machen sich als Imperiale getarnt auf den Weg nach Scarif, um die Pläne des Todessterns zu stehlen, die die von Erso eingebaute Schwachstelle aufzeigen. Während das Trio die Basis nach den Daten durchsucht, versucht der Rest des Teams mit Hilfe von Explosionen in der Umgebung die imperialen Sturmtruppen der Garnison abzulenken. Es entbrennt ein schweres Gefecht, bei dem die Sturmtruppen von imperialen Kampfläufern unterstützt werden. Im Orbit um Scarif trifft die Flotte der Rebellenallianz ein, da man sich nun doch dazu entschieden hat zu helfen. Der Planet wird jedoch von einem starken Schild beschützt: Es gelingt nur wenigen Raumjägern, die Schutzschleuse zu durchdringen, bevor der Schild geschlossen wird. Sie unterstützen nun die Rebellensoldaten von Rogue One gegen die imperialen Kampfläufer. Die Rebellenflotte in der Umlaufbahn muss sich gegen etliche TIE-Jäger und Sternenzerstörer verteidigen, während sie versucht, den Schild auszuschalten.
Jyn und Cassian können sich in imperialen Uniformen mit K-2SO Zugang zu der Datenkammer der Basis verschaffen. Als das Eindringen bemerkt wird, schließt der Droide die beiden in der Kammer ein und verteidigt den Eingang, bis er durch die Übermacht der Sturmtruppen zerstört wird. Jyn kann den Bauplan ausfindig machen und an sich nehmen, doch Krennic greift mit seinen Soldaten sie und Cassian an. Cassian wird getroffen und stürzt etliche Meter im Schacht des Archivs auf eine Plattform. Jyn flüchtet sich nach oben, um die Daten an die Raumflotte zu übertragen, muss jedoch feststellen, dass das Signal nicht durch den Planetenschild dringen kann. Unter dem Lebenseinsatz von Chirrut Îmwe kann ein Signal an die Flotte geschickt werden, die angewiesen wird, den Schild sofort auszuschalten. Der Mon Calamari-Flottenkommandeur Raddus befiehlt daraufhin einer Hammerhead-Korvette, einen bereits außer Gefecht gesetzten Sternenzerstörer zu rammen und auf einen weiteren zu schieben, sodass diese in den Schild stürzen und seine Deflektoren überladen. Die Taktik geht auf und die Pläne des Todessterns können an die Rebellenflotte gesendet werden. Unterdessen wird Jyn von Krennic gestellt. Bevor er sie erschießen kann, wird er von Cassian niedergeschossen, der trotz seiner Verletzung Jyn folgen konnte. Gemeinsam flüchten sie aus der Einrichtung und lassen Krennic zurück.
Tarkin beschließt, mit dem Todesstern die imperiale Basis auf Scarif zu vernichten, um der Schlacht ein Ende zu bereiten. Durch die Explosion werden sämtliche Rebellen und Imperiale, die die Schlacht am Boden bis dato überlebt hatten, getötet – auch Jyn, Cassian und Krennic.
Mit den Plänen will die Rebellenflotte in den Hyperraum springen, wird jedoch von einem Trupp unter Darth Vader abgefangen. Das Allianz-Kommandoschiff wird kampfunfähig gemacht und geentert. Die übertragenen Pläne können gerade noch rechtzeitig auf die nun flüchtende Korvette Tantive IV von Prinzessin Leia Organa gebracht werden, bevor Vader sie erreicht. Von Captain Raymus Antilles darauf angesprochen, was diese Pläne wären und bedeuten würden, antwortet Leia mit dem Wort „Hoffnung“.

## Einordnung in dasStar-Wars-Universum

### Chronologie
Rogue One: A Star Wars Story stellt den ersten Ableger-Film des Star-Wars-Universums dar, der seine Handlung abseits der Haupttrilogien hat. Der Prolog des Films spielt etwa sechs Jahre nach den Ereignissen von Star Wars: Episode III – Die Rache der Sith, an dessen Ende das galaktische Imperium unter der Führung des Imperators und seines Schülers, Darth Vader, die Kontrolle über die meisten Welten der Galaxis übernommen hat. Die Haupthandlung spielt 13 Jahre später und endet unmittelbar vor den Ereignissen von Krieg der Sterne (1977), in dem die Errungenschaften der Rebellen aus Rogue One im Lauftext zu Beginn des Films erstmals zu lesen waren.
Mehrere Figuren, die bereits zuvor in anderen Star-Wars-Filmen auftraten, sind auch in Rogue One zu sehen. Dazu zählen Kurzauftritte von Dr. Evazan, Ponda Baba, General Dodonna, R2-D2, C-3PO und Bail Organa. Für die Rebellenpiloten Garven Dreis und Jon Vander wurden ungenutzte Archivaufnahmen für Krieg der Sterne aufbereitet und verwendet. Die Anführerin der Rebellenallianz, Mon Mothma, wird von Genevieve O’Reilly verkörpert, die bereits für Die Rache der Sith (2005) Szenen in dieser Rolle filmte, welche jedoch für den finalen Schnitt nicht verwendet wurden. Prinzessin Leia Organa hat ebenfalls einen kurzen Auftritt, für den das Gesicht der 19-jährigen Carrie Fisher mithilfe von Computertechnik und Performance Capture der Bewegung von Ingvild Deila angepasst wurde. Mithilfe derselben Technik, wenn auch für eine deutlich größere Rolle, wurde der bereits 1994 verstorbene Peter Cushing in seiner Rolle als Gouverneur Tarkin auf die Darstellungen von Guy Henry digital angepasst. Ebenfalls eine prominente Rolle spielt Darth Vader, dessen Synchronstimme im englischen Original wie schon in allen Filmen zuvor erneut von James Earl Jones stammt. Mit Saw Gerrera war zudem erstmals eine Figur aus einer der kanonischen Animationsserien in einem Spielfilm zu sehen. Darüber hinaus gibt es mehrere Anspielungen auf die Animationsserie Rebels. So ist in einer Szene im Hintergrund der Droide C1-10P „Chopper“ sowie das Raumschiff Ghost zu sehen und General Syndulla im Rebellstützpunkt ausgerufen.
| Die dunkle Bedrohung |                   |                   |                   |                   |                   |                   |               | I             |               |               |               |               |                          |                          |                          |                          |                          |                          |                          |                         |                         |                         |                         |                         |                         |                         |                         |                   |                   |                   |                         |                         |                         |                         |
| Angriff der Klonkrieger |                   |                   |                   |                   |                   |                   |               |               |               | II            |               |               |                          |                          |                          |                          |                          |                          |                          |                         |                         |                         |                         |                         |                         |                         |                         |                   |                   |                   |                         |                         |                         |                         |
| Die Rache der Sith |                   |                   |                   |                   |                   |                   |               |               |               |               |               | III           |                          |                          |                          |                          |                          |                          |                          |                         |                         |                         |                         |                         |                         |                         |                         |                   |                   |                   |                         |                         |                         |                         |
| Krieg der Sterne |                   |                   |                   |                   |                   |                   |               |               |               |               |               |               |                          |                          |                          |                          |                          |                          |                          |                         |                         | IV                      | IV                      |                         |                         |                         |                         |                   |                   |                   |                         |                         |                         |                         |
| Das Imperium schlägt zurück |                   |                   |                   |                   |                   |                   |               |               |               |               |               |               |                          |                          |                          |                          |                          |                          |                          |                         |                         |                         |                         |                         | V                       |                         |                         |                   |                   |                   |                         |                         |                         |                         |
| Die Rückkehr der Jedi-Ritter |                   |                   |                   |                   |                   |                   |               |               |               |               |               |               |                          |                          |                          |                          |                          |                          |                          |                         |                         |                         |                         |                         |                         | VI                      |                         |                   |                   |                   |                         |                         |                         |                         |
| Das Erwachen der Macht |                   |                   |                   |                   |                   |                   |               |               |               |               |               |               |                          |                          |                          |                          |                          |                          |                          |                         |                         |                         |                         |                         |                         |                         |                         |                   |                   |                   |                         | VII                     |                         |                         |
| Die letzten Jedi |                   |                   |                   |                   |                   |                   |               |               |               |               |               |               |                          |                          |                          |                          |                          |                          |                          |                         |                         |                         |                         |                         |                         |                         |                         |                   |                   |                   |                         |                         | VIII                    |                         |
| Der Aufstieg Skywalkers |                   |                   |                   |                   |                   |                   |               |               |               |               |               |               |                          |                          |                          |                          |                          |                          |                          |                         |                         |                         |                         |                         |                         |                         |                         |                   |                   |                   |                         |                         |                         | IX                      |
| Rogue One |                   |                   |                   |                   |                   |                   |               |               |               |               |               |               |                          |                          | a)                       |                          |                          |                          |                          |                         | R1                      |                         |                         |                         |                         |                         |                         |                   |                   |                   |                         |                         |                         |                         |
| Solo |                   |                   |                   |                   |                   |                   |               |               |               |               |               |               |                          |                          | a)                       |                          | S                        |                          |                          |                         |                         |                         |                         |                         |                         |                         |                         |                   |                   |                   |                         |                         |                         |                         |
| Die Abenteuer der jungen Jedi | YJA               |                   |                   |                   |                   |                   |               |               |               |               |               |               |                          |                          |                          |                          |                          |                          |                          |                         |                         |                         |                         |                         |                         |                         |                         |                   |                   |                   |                         |                         |                         |                         |
| The Clone Wars (+ Kinofilm) |                   |                   |                   |                   |                   |                   |               |               |               | TCW           | TCW           | TCW           |                          |                          |                          |                          |                          |                          |                          |                         |                         |                         |                         |                         |                         |                         |                         |                   |                   |                   |                         |                         |                         |                         |
| The Bad Batch |                   |                   |                   |                   |                   |                   |               |               |               |               |               | TBB           | TBB                      |                          |                          |                          |                          |                          |                          |                         |                         |                         |                         |                         |                         |                         |                         |                   |                   |                   |                         |                         |                         |                         |
| Rebels |                   |                   |                   |                   |                   |                   |               |               |               |               |               |               |                          |                          |                          |                          |                          |                          |                          | Rebels                  | Rebels                  |                         |                         |                         |                         |                         | b)                      |                   |                   |                   |                         |                         |                         |                         |
| Resistance |                   |                   |                   |                   |                   |                   |               |               |               |               |               |               |                          |                          |                          |                          |                          |                          |                          |                         |                         |                         |                         |                         |                         |                         |                         |                   |                   |                   | Resistance              | Resistance              | Resistance              | Resistance              |
| The Acolyte |                   |                   | c)                |                   | TA                |                   |               |               |               |               |               |               |                          |                          |                          |                          |                          |                          |                          |                         |                         |                         |                         |                         |                         |                         |                         |                   |                   |                   |                         |                         |                         |                         |
| Obi-Wan-Kenobi |                   |                   |                   |                   |                   |                   |               |               |               |               |               |               |                          |                          |                          |                          |                          | K                        |                          |                         |                         |                         |                         |                         |                         |                         |                         |                   |                   |                   |                         |                         |                         |                         |
| Andor |                   |                   |                   |                   |                   |                   |               |               |               |               |               |               |                          |                          |                          |                          |                          |                          |                          | Andor                   | Andor                   |                         |                         |                         |                         |                         |                         |                   |                   |                   |                         |                         |                         |                         |
| The Mandalorian |                   |                   |                   |                   |                   |                   |               |               |               |               |               |               |                          |                          |                          |                          |                          |                          |                          |                         |                         |                         |                         |                         |                         |                         |                         |                   | M                 |                   |                         |                         |                         |                         |
| Das Buch von Boba Fett |                   |                   |                   |                   |                   |                   |               |               |               |               |               |               |                          |                          |                          |                          |                          |                          |                          |                         |                         |                         |                         |                         |                         | c)                      | c)                      |                   | BF                |                   |                         |                         |                         |                         |
| Ahsoka |                   |                   |                   |                   |                   |                   |               |               |               |               |               |               |                          |                          |                          |                          |                          |                          |                          |                         |                         |                         |                         |                         |                         |                         |                         |                   | A                 |                   |                         |                         |                         |                         |
| Skeleton Crew |                   |                   |                   |                   |                   |                   |               |               |               |               |               |               |                          |                          |                          |                          |                          |                          |                          |                         |                         |                         |                         |                         |                         |                         |                         |                   | SC                |                   |                         |                         |                         |                         |
| Ära | Die Hohe Republik | Die Hohe Republik | Die Hohe Republik | Die Hohe Republik | Die Hohe Republik | Die Hohe Republik | Fall der Jedi | Fall der Jedi | Fall der Jedi | Fall der Jedi | Fall der Jedi | Fall der Jedi | Herrschaft des Imperiums | Herrschaft des Imperiums | Herrschaft des Imperiums | Herrschaft des Imperiums | Herrschaft des Imperiums | Herrschaft des Imperiums | Herrschaft des Imperiums | Zeitalter der Rebellion | Zeitalter der Rebellion | Zeitalter der Rebellion | Zeitalter der Rebellion | Zeitalter der Rebellion | Zeitalter der Rebellion | Zeitalter der Rebellion | Zeitalter der Rebellion | Die Neue Republik | Die Neue Republik | Die Neue Republik | Aufstieg der 1. Ordnung | Aufstieg der 1. Ordnung | Aufstieg der 1. Ordnung | Aufstieg der 1. Ordnung |
| _ Prequel-Trilogie (Episoden I–III) _ Original-Trilogie (Episoden IV–VI) _ Sequel-Trilogie (Episoden VII–IX) _ A-Star-Wars-Story-Filme _ (kanonische) Animations-Serien _ (kanonische) Real-Serien |                   |                   |                   |                   |                   |                   |               |               |               |               |               |               |                          |                          |                          |                          |                          |                          |                          |                         |                         |                         |                         |                         |                         |                         |                         |                   |                   |                   |                         |                         |                         |                         |
| Die Folgen der Serien Die Mächte des Schicksals und Geschichten spielen jeweils zu unterschiedlichen Zeitpunkten, sodass eine Auflistung in der Tabelle nicht sinnvoll möglich ist. Ebenfalls nicht aufgelistet sind Miniserien, Kurzgeschichten, Comics, Bücher und andere Begleitwerke des offiziellen Star-Wars-Kanons sowie der Themenpark Star Wars: Galaxy’s Edge (zwischen VIII und IX). Zur schematischen Einordnung der Handlungen wird die fiktive Zeitrechnung des Star-Wars-Universums verwendet. Diese unterscheidet zwischen den Jahren vor der Schlacht von Yavin (VSY) und nach der Schlacht von Yavin (NSY). Die Schlacht von Yavin IV bildet das Ende von Krieg der Sterne (1977), bei dem Luke Skywalker und die Rebellenallianz den ersten Todesstern zerstören. |                   |                   |                   |                   |                   |                   |               |               |               |               |               |               |                          |                          |                          |                          |                          |                          |                          |                         |                         |                         |                         |                         |                         |                         |                         |                   |                   |                   |                         |                         |                         |                         |
| a) Prolog, b) Epilog, c) Rückblenden |                   |                   |                   |                   |                   |                   |               |               |               |               |               |               |                          |                          |                          |                          |                          |                          |                          |                         |                         |                         |                         |                         |                         |                         |                         |                   |                   |                   |                         |                         |                         |                         |

### Figuren und Orte
| Figur                  | Darsteller                                                | Deutscher Sprecher |
| ---------------------- | --------------------------------------------------------- | ------------------ |
| Jyn Erso               | Felicity Jones                                            | Yvonne Greitzke    |
| Cassian Andor          | Diego Luna                                                | Marcel Collé       |
| Orson Krennic          | Ben Mendelsohn                                            | Torsten Michaelis  |
| K-2SO                  | Alan Tudyk (Stimme)                                       | Florian Halm       |
| Chirrut Îmwe           | Donnie Yen                                                | Asad Schwarz       |
| Baze Malbus            | Jiang Wen                                                 | Achim Buch         |
| Galen Erso             | Mads Mikkelsen                                            | Axel Malzacher     |
| Saw Gerrera            | Forest Whitaker                                           | Tobias Meister     |
| Darth Vader            | Spencer Wilding Daniel Naprous (James Earl Jones, Stimme) | Martin Kautz       |
| Bodhi Rook             | Riz Ahmed                                                 | Tim Sander         |
| Wilhuff Tarkin         | Guy Henry                                                 | Lutz Riedel        |
| Bail Organa            | Jimmy Smits                                               | Tom Vogt           |
| Mon Mothma             | Genevieve O’Reilly                                        | Alexandra Lange    |
| General Davits Draven  | Alistair Petrie                                           | Peter Flechtner    |
| General Jan Dodonna    | Ian McElhinney                                            | Jürgen Kluckert    |
| Senator Nower Jebel    | Jonathan Aris                                             | Gerrit Hamann      |
| Senatorin Tynnra Pamlo | Sharon Duncan-Brewster                                    | Sanam Afrashteh    |
| Admiral Raddus         | Stephen Stanton                                           | Peter Groeger      |
| C-3PO                  | Anthony Daniels                                           | Joachim Tennstedt  |
| Leia Organa            | Ingvild Deila (Carrie Fisher, Stimme, Archiv)             | Susanna Bonasewicz |
| Lyra Erso              | Valene Kane                                               | Alexandra Wilcke   |
| Benthic Two-Tubes      | Aidan Cook                                                |                    |
| Ruescott Melshi        | Duncan Pow                                                | Björn Schalla      |

#### Hauptfiguren
- Jyn Erso, Tochter von Galen Erso; Rebellin, welche zusammen mit der Einheit Rogue One an der Erbeutung der Todessternpläne beteiligt ist.
- Cassian Andor, Captain der Rebellenallianz und als Offizier für deren Geheimdienst tätig; unterstützt Jyn Erso bei ihrer Mission.
- Orson Krennic, hochrangiger Sicherheitsoffizier des Galaktischen Imperiums und Direktor der Rüstungsforschung für die imperiale Armee, dem die Aufsicht über das „Todesstern-Projekt“ übergeben wurde.
- Chirrut Îmwe, blinder, machtsensitiver Mönch, der zusammen mit seinem Freund Baze Malbus für die Rebellenallianz kämpft.
- Galen Erso, führender Wissenschaftler im Feld von Kyberkristallen und Studienfreund von Orson Krennic im Bereich der Waffenforschung; Vater von Jyn Erso.
- K-2SO, imperialer KX-Sicherheitsdroide, welcher von Cassian Andor so umprogrammiert wurde, dass er für die Rebellenallianz als taktischer Sicherheitsanalyst fungiert.
- Bodhi Rook, imperialer Pilot, welcher desertiert und Kontakt zu Saw Gerrera aufnimmt, um so in Kontakt zu Jyn Erso zu treten, da er eine Nachricht von ihrem Vater Galen für sie hat.
- Bail Organa, Gründungsmitglied der Rebellenallianz und Adoptivvater von Leia Organa.
- Darth Vader, dunkler Lord der Sith und ehemaliger Jedi-Ritter.
- Baze Malbus, Soldat und Kämpfer der Rebellenallianz.
- Saw Gerrera, Veteran der Klonkriege; Gründer und Anführer einer radikalen Rebellenmiliz.

#### Nebenfiguren
- Lyra Erso, Mutter von Jyn Erso und Ehefrau von Galen.
- Wilhuff Tarkin, Großmoff des Imperiums und Gründer der Tarkin-Initiative, die für den Bau des Todessterns zuständig ist; er ernannte Orson Krennic zum Direktor des Projekts.
- Raddus, Mon Calamari; Kommandant der Flotte der Rebellenallianz und Teil des Allianz-Oberkommandos.
- Davits Draven, General des Geheimdienstes der Rebellen und Teil des Allianz-Oberkommandos.
- Mon Mothma, Senatorin von Chandrila und Anführerin des Allianz-Oberkommandos.
- Jan Dodonna, General der Massassi-Gruppe der Rebellen und Teil des Allianz-Oberkommandos.
- Benthic Two-Tubes, Tognathianer; Lieutenant von Saw Gerreras Rebellenmiliz.
- Ruescott Melshi, Sergeant der Allianz-Bodentruppen und Vertrauter von Cassian Andor.
- Leia Organa, Senatorin des imperialen Rates und Mitglied der Rebellenallianz.

#### Orte
- Lah’mu, Planet im Äußeren Rand der Galaxis, der für seine Fruchtbarkeit und Abgeschiedenheit bekannt ist; hier sucht Direktor Krennic seinen alten Studienfreund Galen Erso und dessen Familie auf.
- Wobani, steiniger Planet mit rauem Klima im Mittleren Rand der Galaxis, der von einer Staubwolke bedeckt ist; das Imperium hat hier ein Arbeitslager für Verbrecher errichtet, wo Gefangene nach Erzen graben müssen; Jyn Erso wird hier von einem Trupp der Rebellenallianz unter dem Kommando von Captain Andor befreit.
- Jedha, kleiner, abgelegener, gefrorener Wüstenmond im Mittleren Rand, der als Pilgerstätte für Leute diente, die an die Macht glaubten bzw. machtsensitiv waren; das Imperium beraubte diesen Planeten seiner Kyberkristall-Ressourcen.
- Yavin IV, der vierte der 26 Monde des Gasriesen Yavin im Äußeren Rand, der von einem Regenwald bedeckt ist; auf ihm gibt es den Großen Tempel der Massassi, welcher als Rebellenstützpunkt dient.
- Mustafar, kleiner, vulkanischer Planet mit Raffinerie-Anlagen; Standort von Vaders Festung.
- Eadu, bergiger Planet und Standort einer imperialen Forschungseinrichtung für Kyberkristall-Technologien, insbesondere der Superwaffen-Herstellung; Leiter dieser Forschungsabteilung ist Galen Erso, welcher von Orson Krennic eingezogen wurde.
- Scarif, vom Imperium besetzter Tropenplanet mit einem wichtigen Außenposten, von dem aus Rohstoffe abgebaut und für neue Raumschiffe bzw. Fahrzeuge verwendet werden; Standort eines Zitadellen-Komplexes mit einem Archivturm, von dem aus Daten übertragen und in welchem wichtige Konstruktionspläne gespeichert werden.

## Produktion

### Entstehung
Im Februar 2013 gab Bob Iger, CEO der Walt Disney Company, bekannt, dass man zwei eigenständige Ableger aus dem Star-Wars-Universum plane. Im Mai des Folgejahres gab Disney bekannt, dass für den ersten geplanten Film Gareth Edwards zu einem Drehbuch von Gary Whitta Regie führen werde und dass der Film in den USA am 16. Dezember 2016 in die Kinos kommen solle. In Deutschland erfolgte der Kinostart bereits am 15. Dezember 2016. Im Oktober 2014 bestätigte auch Greig Fraser sein Engagement als Kameramann. Im Januar des Folgejahres gab Whitta bekannt, dass er mit dem Projekt nichts mehr zu tun habe. Er wurde noch im selben Monat durch Chris Weitz ersetzt. Im März 2015 bestätigte Alexandre Desplat, die Filmmusik zu komponieren. Auf Grund des Nachdrehs und damit verbundener terminlicher Verschiebungen wurde Desplat im September 2016 durch Michael Giacchino ersetzt.
Am 15. August 2015 wurde der offizielle Titel Rogue One: A Star Wars Story bekanntgegeben. Zuvor war er schlicht als Rogue One bekannt. Das Budget belief sich auf etwa 200 Mio. US-Dollar.

### Besetzung und Dreharbeiten

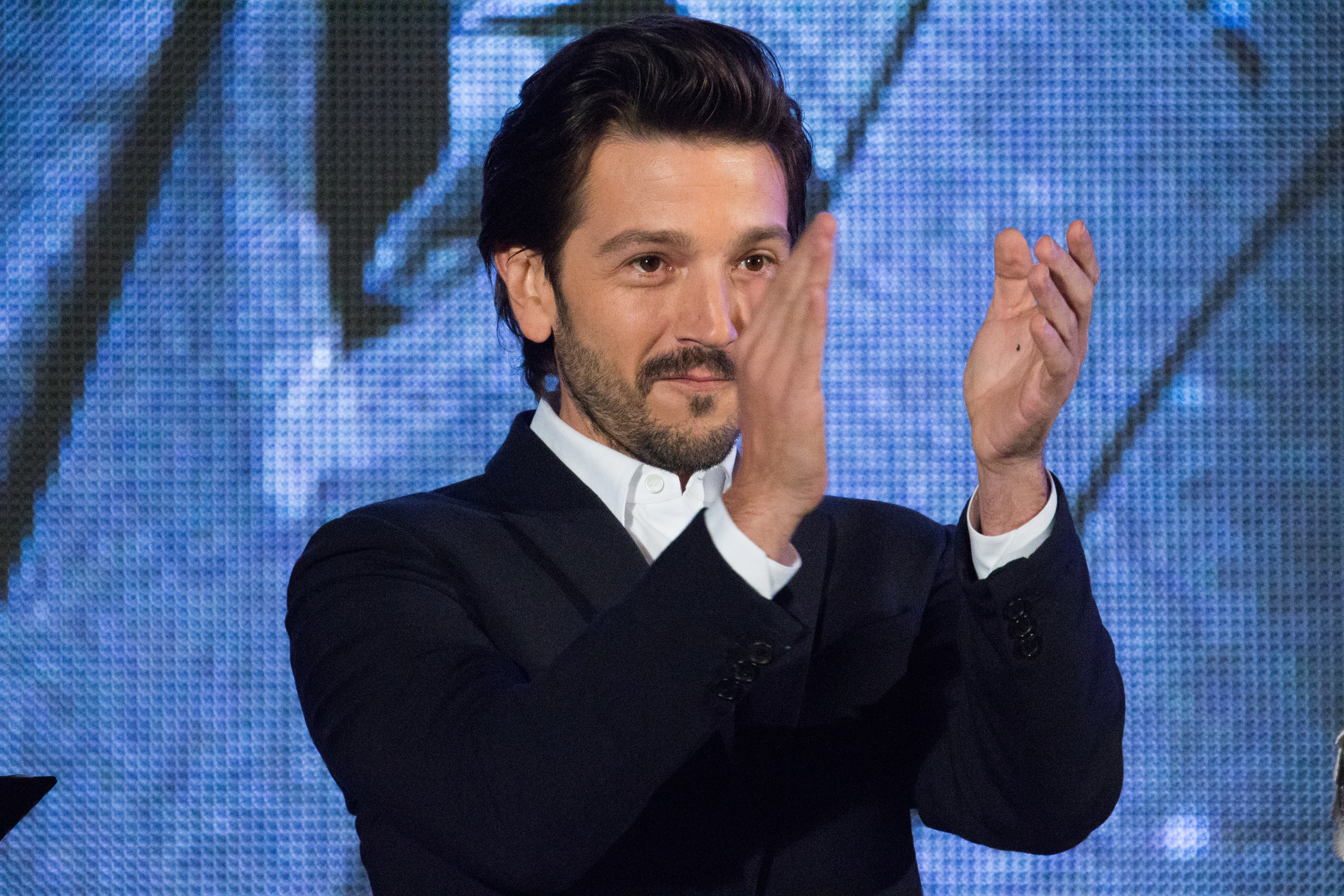
Diego Luna spielt die Rolle des Captain Cassian Andor.

Im Januar 2015 gab der Hollywood Reporter bekannt, dass zahlreiche Schauspielerinnen, darunter Tatiana Maslany, Rooney Mara und Felicity Jones, für die Hauptrolle getestet wurden. Im März 2015 wurde Jones als Teil der Besetzung bestätigt. Am 13. Mai 2015 wurden auch Riz Ahmed, Ben Mendelsohn und Diego Luna als Teil des Casts bestätigt. Am 15. Juni 2015 wurde auch Forest Whitaker für die Besetzung bestätigt. Seine Rolle Saw Gerrera ist die erste Figur aus der Serie The Clone Wars, die für einen Star-Wars-Realfilm übernommen wurde. Im Folgemonat wurde zudem Jonathan Aris als Senator Jebel für den Film gecastet. Zur Veröffentlichung des ersten Teaser-Trailers wurde Genevieve O’Reilly als Mon Mothma bestätigt. Es ist nach Die Rache der Sith der zweite Auftritt O’Reillys in dieser Rolle.
Wilhuff Tarkin (Guy Henry) und Prinzessin Leia (Ingvild Deila) werden mittels Motion Capture als CGI-Animation dargestellt, sodass sie Peter Cushing und der jungen Carrie Fisher aus Krieg der Sterne von 1977 gleichen.
Die Dreharbeiten begannen Anfang August 2015 im Norden von London. Beendet wurden die Dreharbeiten im Februar 2016. Ende Mai 2016 wurde bekanntgegeben, dass ab Mitte Juni 2016 über den Zeitraum eines Monats ein Nachdreh stattfinden würde, der bereits zuvor eingeplant wurde. Die Regie bei den Nachdrehs übernahm Tony Gilroy. 2023 gab Gareth Edwards bekannt, er sei entgegen den Berichten als Regisseur bis zuletzt zugegen gewesen und habe mit Gilroy zusammengearbeitet.

### Nachproduktion
Ursprünglich sollte Alexandre Desplat die Filmmusik komponieren. Im September 2016 wurde bekannt, dass Michael Giacchino seine Arbeit übernahm, der bereits die Musik für die Star-Trek-Rebootfilme komponiert hatte und im Film Star Wars: Das Erwachen der Macht in einem Cameoauftritt zu sehen war. Giacchino hat die Filmmusik nach eigenen Aussagen in nur vier Wochen komponiert. Der Soundtrack umfasst 21 Musikstücke und wurde am 16. Dezember 2016 von Walt Disney Records veröffentlicht. Es ist nach Star Wars: The Clone Wars der zweite Star-Wars-Kinofilm, dessen Filmmusik nicht von John Williams komponiert wurde.
Für die deutsche Synchronisation war die Firma Film- & Fernseh-Synchron zuständig. Dialogbuch und -regie stammen von Björn Schalla. Mehrere Sprecher kehrten für ihre ursprüngliche Rolle zurück, die sie schon in vorherigen Filmen verkörperten, darunter Alexandra Lange, die Mon Mothma bereits 1983 in Die Rückkehr der Jedi-Ritter synchronisierte.

## Marketing und Veröffentlichung
Am 7. April 2016 wurde während der Nachrichtensendung Good Morning America der erste Teaser für Rogue One gezeigt. Im Zuge dessen wurden auch erste Bilder aus dem Kinofilm von den Medien veröffentlicht.
Am 11. August 2016 wurde während der Übertragung der Olympischen Sommerspiele in den USA der offizielle Trailer veröffentlicht. Die Weltpremiere erfolgte am 10. Dezember 2016 im Pantages Theatre in Hollywood, in den USA lief der Film offiziell am 16. Dezember an, einen Tag nach dem deutschen Start.
Bei Produktionskosten von 200 Millionen US-Dollar erreichte der Film Platz eins der Kino-Charts in den Vereinigten Staaten und spielte am Eröffnungswochenende 155 Millionen US-Dollar ein, was das dort drittbeste Startwochenende des Jahres 2016 darstellt. Insgesamt konnten in den Vereinigten Staaten über 532 Millionen US-Dollar eingenommen werden, wodurch sich der Film auf dem ersten Platz der erfolgreichsten Filme des Jahres 2016 in den USA und auf Platz neun der dort erfolgreichsten Filme überhaupt befindet (Stand: 30. März 2018). In Deutschland erreichte Rogue One: A Star Wars Story ebenfalls den ersten Platz der Kino-Charts und legte mit über einer Million Besuchern das beste Startwochenende des Jahres hin. Mit über 3,86 Millionen Besuchern liegt der Film auf Platz eins der meistbesuchten Filme des Jahres (Stand: 29. Januar 2017). Weltweit spielte der Film 1,056 Milliarden US-Dollar ein und liegt damit auf Platz zwei der weltweit erfolgreichsten Filme des Jahres und in der Liste der erfolgreichsten Filme auf Platz 47 (Stand: 19. April 2025). Der Nettogewinn durch die Kinolaufzeit betrug für das leitende Studio Disney rund 320 Millionen US-Dollar.

## Rezeption

### Kritiken
Rogue One erhielt ein gutes Presseecho, was sich auch in den Auswertungen US-amerikanischer Aggregatoren widerspiegelt. So erfasst Rotten Tomatoes größtenteils positive Besprechungen und ordnet den Film damit als „Zertifiziert Frisch“ ein. Laut Metacritic fallen die Bewertungen im Mittel „Grundsätzlich Wohlwollend“ aus. Besonders gelobt wurden hierbei die düstere und ernste Atmosphäre sowie die beeindruckenden Spezialeffekte.
Der Journalist Holger Kreitling klassifiziert in der Tageszeitung Die Welt den Film als „Episode 3,9. Eine Kurzgeschichte, eine apokryphe Novelle, Nachrichten aus der Mittelgalaxis, jeder weiß, wie es ausgeht. […] Mit wenig Aufwand konnten unter dem kulturellen Radar und mit Wohlwollen der Studiomogule rohere Stoffe probiert, mit Gewaltdarstellung experimentiert und gebrochene, gleichwohl starke Heldinnen erfunden werden. Es ging nicht um Prestige, sondern um simple und manchmal subversive ästhetische Strategien. ‚Rogue One‘ ist ein superteures B-Picture, eine Genrevariation hin zum Kriegsfilm.“ Nach Meinung von Andreas Borcholte auf Spiegel Online ist „die Stimmung düsterer als gewohnt. Zwar gibt es immer wieder atemberaubende Schauwerte und wohldosiert gesetzte Gags und Referenzen, die das Fan-Herz erfreuen dürften. Dennoch ist Rogue One dem Kriegsfilm-Genre näher als der Fantasy.“ Im Hinblick auf die FSK-Einstufung ergänzt er: „Der Bodycount ist erstaunlich hoch für einen ab 12 freigegebenen Familien-Blockbuster.“ Daniel Krüger vermutet in der Zeitschrift Musikexpress in Bezug auf die Wirkung der „düster und moralisch zumindest fragwürdigen“ Figuren, nach dem Film „wird man jüngeren Zuschauern erklären müssen, was die Heldengruppe eigentlich von Terroristen unterscheidet. Immerhin arbeiten sie mit Attentaten, Sprengstofffallen und Häuserkampf. Im Zweifelsfall wählen die neuen Helden den Märtyrertod und lösen durch eine Kamikaze-Aktion eine verlustreiche Schlacht aus.“
Der Journalist Tobias Kniebe kritisiert in der Süddeutschen Zeitung, dass das dem Film zugrunde liegende „Konzept ganz generell krankt. Man hat wohl allen Beteiligten das Gefühl nicht nehmen können, hier nur auf einer Art Nebenschauplatz zu arbeiten, während die große Geschichte woanders weitergeht. Speziell beim Drehbuch wirkt es so, als hätten die Autoren mehr oder weniger lustlos die verbliebenen Leerstellen ausgefüllt, ungefähr wie beim Malen nach Zahlen.“ Für Dirk Peitz von der Wochenzeitung Die Zeit ist Rogue One „in vielerlei Hinsicht“ der „vielleicht überzeugendste Star Wars-Film, der bislang gedreht wurde“, da er „die dramaturgische Freiheit, gerade nicht die Handlung der Saga vorantreiben zu müssen“, nutze und die Erzählmuster neu verstricke.
Der Kulturredakteur Tim Caspar Boehme bemängelt in der taz die Besetzung und deren Schauspiel dahingehend, „Felicity Jones bleibt als Zentralgestirn der Handlung zu formelhaft und blass, um das Drama und den Kampfesgeist von Jyn überzeugend zu verkörpern. Die übrigen Figuren erscheinen in der Mehrheit arg konturlos, was sie als veritable Sidekicks ungeeignet macht. Und selbst der dunkle Darth Vader, als Einziger diesmal mit einem Laserschwert unterwegs, wirkt wie ein Klon seiner selbst.“ Für Carsten Baumgardt vom Online-Portal Filmstarts wirkt das „austauschbare dreckige Dutzend“ fast so, „als habe bei der Zusammenstellung des Ensembles die weltweite Vermarktbarkeit die oberste Priorität besessen und nicht die erzählerische Logik.“ Denis Krick hingegen lobt in der Nordwest-Zeitung, die neuen Figuren würden „den ursprünglichen Charme der Serie versprühen, den man bei der letzten Fortsetzung Star Wars: Das Erwachen der Macht so schmerzlich vermisste. Statt junger Kopien alter Helden und Schurken gibt es jetzt wieder originelle Typen mit Ecken, Kanten und ohne Lichtschwerter.“

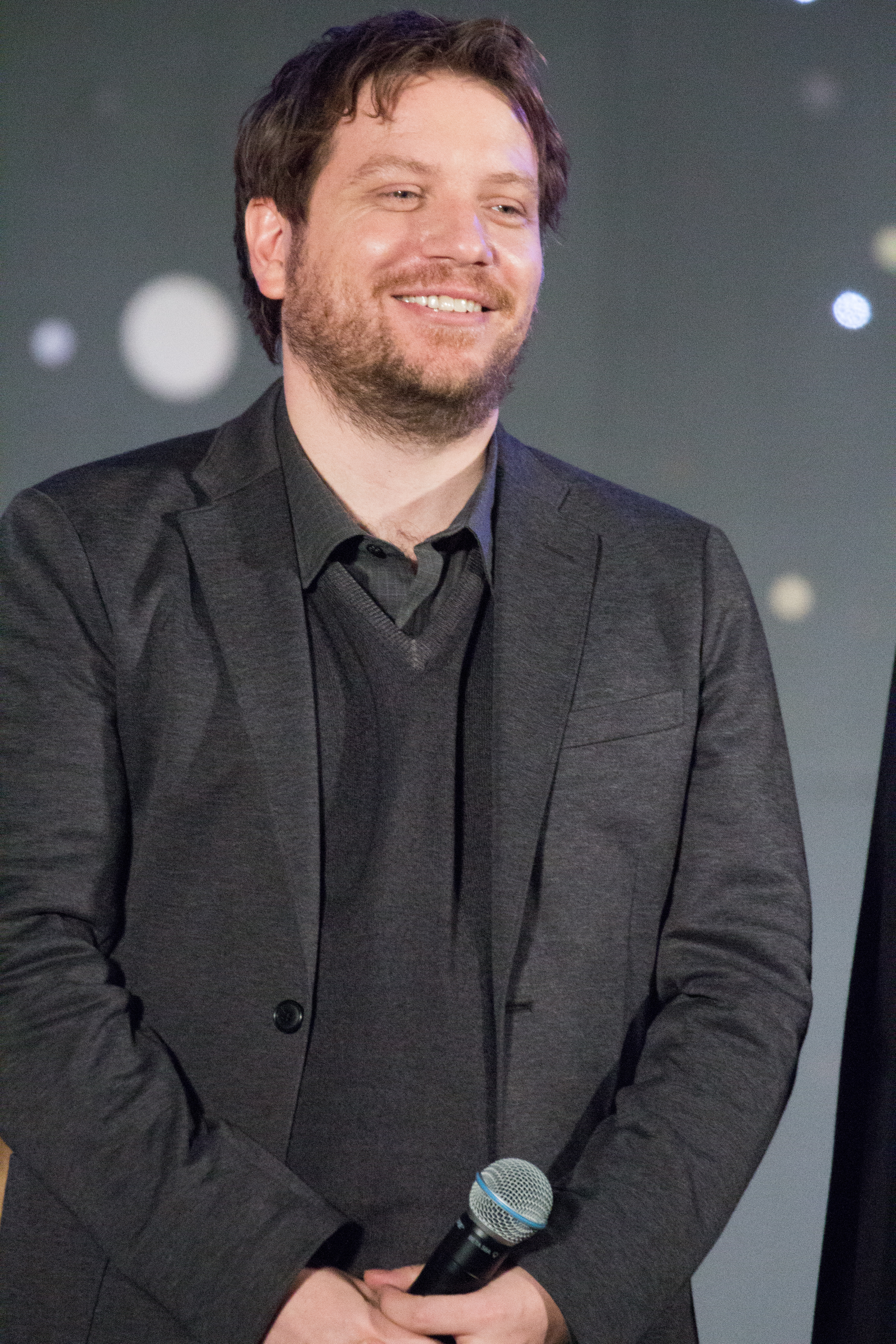
Regisseur Gareth Edwards

Für Marks Tschiedert von der Augsburger Allgemeinen ist die größte Stärke des Films dessen Kontinuität und „Detailversessenheit. Wie hier Kulissen, Kostüme und Kreaturen so rekonstruiert wurden, dass kaum noch Unterschiede zu dem Film feststellbar sind, mit dem Ende der Siebziger das Star Wars-Fieber entzündet wurde, erstaunt immer wieder.“

„Diese Rogue One-Star Wars-Episode ist als opulente Leinwand-Show ein Hammer und als Hurra-Ideologie zum Fürchten. Aber: Wir befinden uns im Kino, diesem einzigartigen Unterhaltungs-Tempel, und weil Regisseur Gareth Edwards und sein Team diese kriegerische 3D-Fiction-Klaviatur technisch, optisch und artistisch teilweise so brillant zu montieren verstehen, erliegt man dem visuellen Propaganda-‚Wars‘-Charme und lässt sich verblüffend überrumpeln.“

„Regisseur Gareth Edwards feiert einen gelungenen Einstand ins Star Wars-Universum. Rogue One hat alles, was junge und alte Fans begeistert: Science-Fiction, Action, Humor und das Herz an der richtigen Stelle. Mit seiner konsequent zu Ende erzählten Handlung erbringt der Walt Disney Konzern zudem den Beweis, dass er nicht nur leicht verdauliche Kinderkost produziert.“

### Auszeichnungen
Academy Awards 2017
- Nominierung in der Kategorie Beste visuelle Effekte (für David Parker, Christopher Scarabosio und Stuart Wilson)
- Nominierung in der Kategorie Bester Ton (für John Knoll, Mohen Leo, Hal T. Hickel und Neil Corbould)

British Academy Film Awards 2017
- Nominierung in der Kategorie Beste visuelle Effekte (für Neil Corbould, Hal T. Hickel, Mohen Leo, John Knoll und Nigel Sumner)
- Nominierung in der Kategorie Beste Maske (für Amanda Knight, Neal Scanlan und Lisa Tomblin)

Saturn-Award-Verleihung 2017
- Auszeichnung in der Kategorie Bester Science-Fiction-Film
- Auszeichnung in der Kategorie Beste Regie (für Gareth Edwards)
- Auszeichnung in der Kategorie Beste Spezialeffekte (für Ben Morris, Michael Mulholland, Chris Corbould und Neal Scanlan)
- Nominierung in der Kategorie Beste Hauptdarstellerin (für Felicity Jones)
- Nominierung in der Kategorie Bester Nebendarsteller (für Diego Luna)
- Nominierung in der Kategorie Bestes Drehbuch (für Chris Weitz und Tony Gilroy)
- Nominierung in der Kategorie Beste Ausstattung (für Doug Chiang und Neil Lamont)
- Nominierung in der Kategorie Bester Schnitt (für John Gilroy, Colin Goudie und Jabez Olssen)
- Nominierung in der Kategorie Beste Musik (für Michael Giacchino)
- Nominierung in der Kategorie Bestes Make-up (für Amy Byrne)

## Prequel-Serie
Vom 21. September 2022 bis zum 14. Mai 2025 wurde auf Disney+ die Prequel-Serie Andor veröffentlicht, welche den im Film eingeführten Charakter Cassian Andor als Hauptfigur hat, und dessen Leben, sowie die Entstehung der Rebellion, fünf Jahre vor den Ereignissen von Rogue One und Krieg der Sterne, genauer beleuchtete. Das Serienfinale in der zweiten Staffel leitete in die Handlung von Rogue One ein. Diego Luna, sowie Genevieve O’Reilly, Forest Whitaker, Ben Mendelsohn, Alistair Petrie, Alan Tudyk, Jonathan Aris und Sharon Duncan-Brewster übernahmen hierfür erneut ihre Rollen aus Rogue One.